# Herrería de Lafitte
La herrería de Lafitte es una estructura histórica situada en la esquina de Bourbon Street y St. Philip Street, en el Barrio Francés de Nueva Orleans (Luisiana). Construida probablemente como casa en la década de 1770 durante el período colonial español, es una de las estructuras más antiguas que se conservan en Nueva Orleans.
Según la leyenda, el corsario Jean Lafitte, también conocido como John Lafitte, tenía un negocio aquí a principios del siglo XIX. Como ocurre con muchas cosas relacionadas con los Lafitte, incluida la posibilidad de que utilizaran la estructura para urdir incautaciones ilegales y la venta de contrabando, no existe ninguna documentación. Solo después de que los hermanos Lafitte desaparecieran, se encontró la firma de Jean en un documento, lo que permitió saber finalmente cómo se escribía su apellido: Laffite.
Su nombre puede no ser casual. Es posible que los socios de Lafitte tuvieran una herrería aquí durante la época en la que se dependía de los caballos, a los que había que herrar. El hermano mayor de Jean, Pierre Lafitte, era herrero, y su socio Renato Beluche puede haber sido propietario de este edificio.
El negocio actual tiene sus raíces en Roger "Tom" Caplinger, que a mediados de los años 1940 convirtió la vieja tienda abandonada en el Café Lafitte. El café se convirtió en un popular local nocturno que atraía a una clientela bohemia, incluida la comunidad gay y celebridades como Noël Coward y Tennessee Williams. Sin embargo, Caplinger nunca tuvo la titularidad clara de la propiedad y el edificio se vendió en 1953. Pronto abrió un segundo café en el otro extremo de la misma manzana llamado Café Lafitte in Exile, que mantiene que es el bar gay más antiguo de Estados Unidos.
El edificio fue declarado monumento histórico nacional en 1970 y es un raro ejemplo de construcción de briquette-entre-poteaux.

## En la ficción
La herrería de Lafitte aparece en la novela histórica Anthony Adverse de Hervey Allen. Tal y como se describe en la novela, la "herrería" era principalmente una tapadera para mantener una banda de esclavos negros excepcionalmente altos y fuertes, que se dedicaban aparentemente a herrar caballos mientras eran utilizados por los hermanos Lafitte para intimidar, extorsionar y realizar otras actividades delictivas en Nueva Orleans y sus alrededores.